# ファウスト・マスナーダ
ファウスト・マスナーダ（Fausto Masnada、1993年11月6日 - ）はイタリア・ベルガモ出身の自転車競技選手。

## 主な戦績

### 2018
- ツアー・オブ・ハイナン  総合優勝(第8ステージ優勝)
- ツアー・オブ・スロベニア  山岳賞

### 2019
- ジロ・ディ・シチリア（英語版） 総合3位、 山岳賞
- ツアー・オブ・ジ・アルプス 区間優勝(第3、5ステージ)
- ジロ・デ・イタリア 区間優勝(第6ステージ)[1]

### 2022
- ツアー・オブ・オマーン 区間優勝（第4ステージ）